# Megamanga
Megamanga var ett förlagsetikett för B Wahlströms bokförlags utgivning av manhwa (koreanska tecknade serier), påbörjad 2005. Namnet till trots har förlaget hittills inte gett ut någon manga.
Etiketten slopades under sommaren 2007, varefter serierna publicerades under förlagsnamnet.

## Senare utgivningar
- Chronicles of the Cursed Sword
- One
- Peach Fuzz
- Rebirth

## Tidigare utgivningar
- Kill me, Kiss me
- Ragnarök
- Snow Drop